# Selsko Brdo
Selsko Brdo – wieś w Chorwacji, w żupanii zagrzebskiej, w gminie Pisarovina. W 2011 roku liczyła 107 mieszkańców.